# シーアールエス
株式会社シーアールエス（英: CRS Co.,Ltd）は、大阪府豊中市に本社を置く、自動車販売、板金塗装、修理、パーツ販売などを行う企業。特にトヨタ・ハイエースに特化し、キャンピングカー製作ほか、カスタムオーダーを手掛ける。横浜、千葉にも拠点を置く。

## 概要
トヨタ・ハイエースに特化し、キャンプなどアウトドア、車中泊、レジャーユース用にカスタムオーダー、コンプリート車両販売、ワンオフ車両製作などを手掛ける。カスタムブランド「ESSEX」を展開。ハイエース専門店を関西・関東などに3店舗運営。200系ハイエース、キャラバンNV350の新車コンプリートカー・カスタムカーを販売。ハイエースのカスタムオーダーの火付け役ともいわれる。レンタカー事業や通販事業も手掛け、ハイエースに関するすべてのサービスをワンストップで提供。全国のトヨタディーラーやオートバックスなどを主な顧客とする。
レーシングドライバー谷口信輝の愛車のハイエースのカスタムを手掛けたことや、俳優の伊勢谷友介が同社のパーツを使用していることでも知られる。また、フェルディナント・ヤマグチもハイエースの愛用者で、スーパーGL“DARK PRIME Ⅱ”という特別仕様車を2021年夏に購入したが、部品の選択から取り付けまでカスタマイズのすべてを同社に依頼している。後に、それが縁となりヤマグチ自身がプロデュースするアイシン精機のモーションコントロールビーム（MCB）のCRS商品化につながった。

## 所在地
- CRS大阪 - 大阪府豊中市勝部3-3-18
- CRS横浜 - 横浜市都筑区川向町889-4
- CRS千葉 - 千葉県松戸市大橋394-15
- CRS名古屋 - 愛知県名古屋市天白区平針5-103
- パーツ事業部 - 大阪府豊中市勝部3-3-16

## 参考書籍
- 『ハイエースパーフェクトブック 2022』 vol.18（2022年3月31日 芸文社発行）ISBN 9784863968004[13]
- 『ハイエースパーフェクトブック 2024』 [14]

- 『HIACE Style（ハイエーススタイル）』Vol.95-98、101、102、104、105、106、107、110（交通タイムス社発行）[15][16][17][14]

- 『カスタムCAR』（芸文社発行）

2021年12月号（2022年11月1日）
2022年4月号（2022年3月1日）
2022年5月号（2022年4月1日）
2022年6月号（2022年4月30日）
2022年7月号（2022年6月1日）
2022年8月号（2022年7月1日）
2022年10月号（2022年9月1日）
2022年11月号（2022年9月30日）
2022年12月号（2022年11月1日）
2023年1月号（2022年12月1日）
2023年7月号（2022年6月1日）
2023年8月号（2022年6月30日）
2023年9月号（2023年8月1日）
2023年10月号（2023年9月1日）
2023年11月号（2023年9月29日）
2023年12月号（2023年11月1日）
2024年1月号（2023年12月1日）
2024年2月号（2023年12月28日）
2024年3月号（2024年2月1日）
2024年4月号（2024年3月4日）
2024年5月号（2024年4月4日）
2024年6月号（2024年4月27日）
2024年7月号（2024年5月31日）
- 『OUTDOOR あそびーくる』Vol.15、16、22 （芸文社発行）[25][26][27]
- 『スタイルRV』Vol.159トヨタ ハイエース No.34[28]
- 『スタイルRV』Vol.175 トヨタハイエース No.38[14]
- 『HIACE BRAND & PARTS CATALOG 2022-2023』（2022年4月28日 交通タイムス社）[29]
- 『キャラバンファン』Vol.10（2022年5月31日 八重洲出版）[30]
- 『キャンピングカー＆トランスポーター＆カスタマイズ完全読本ハイエースファン』[14]
- 『スタイルRV』Vol.167 トヨタ ハイエース No.36（SAN-EI）[31]
- 『スタイルRV』Vol.169 NISSAN CARAVAN（SAN-EI）[32]
- 『キャラバンファン』vol.11（2023年5月31日 八重洲出版）[33]
- 『HIACE fan』vol.56
- 『LET' GO 4WD』（2024年7月号）[14]
- 『ハイエース パーフェクトブック』[14]
- 『STYLE WAGON』2024年2、3月号[14]
- 『ハイエースファーストマガジン5』[14]